# Беркот
Беркот (њем. Berkoth) општина је у њемачкој савезној држави Рајна-Палатинат. Једно је од 235 општинских средишта округа Ајфелкрајс Битбург-Прим. Према процјени из 2010. у општини је живјело 87 становника. Посједује регионалну шифру (AGS) 7232011.

## Географски и демографски подаци
Беркот се налази у савезној држави Рајна-Палатинат у округу Ајфелкрајс Битбург-Прим. Општина се налази на надморској висини од 519 метара. Површина општине износи 7,2 km². У самом мјесту је, према процјени из 2010. године, живјело 87 становника. Просјечна густина становништва износи 12 становника/km².

## Међународна сарадња
| Мјесто | Држава    | Врста сарадње | Од    |
| ------ | --------- | ------------- | ----- |
|        | Француска | партнерство   | 2000. |
| Извор  |           |               |       |